# いすみ市立大原中学校
いすみ市立大原中学校（ いすみしりつ おおはらちゅうがっこう）は、千葉県いすみ市大原にある公立中学校。

## 沿革
- 1947年5月10日 - 大原町立中学校・東海村立中学校・東村立中学校・浪花村立中学校・布施村立中学校の5校が創立される。
- 1955年5月31日 - 町村合併により、東海村立中学校・東村立中学校・浪花村立中学校が大原町立となる。布施中学校は布施組合立布施中学校となる。
- 1957年9月2日 - 布施組合立布施中学校から大原町立布施中学校に改称。
- 1973年5月28日 - 大原町立の5中学校の統合が決定。
- 1976年4月8日 - 大原町立中学校・東海中学校・東中学校・浪花中学校・布施中学校が統合し、大原町立大原中学校が開校。
- 1977年2月27日 - 大原中学校校歌制定。
- 1979年11月1日 - 千葉県教育委員会より教育功労団体表彰を受ける。
- 1980年11月21日 - 優良PTA文部大臣表彰を受賞。
- 1982年3月4日 - 柔剣道場竣工。
- 1988年12月13日 - 校舎および体育館の外壁を改修。
- 1990年11月21日 - 学校保健調査統計で文部大臣表彰を受賞。
- 1992年11月1日 - コンピュータ教室開設。
- 1994年3月30日 - 体育館壁面改修。
- 1996年10月4日 - 体育館の屋根および内装を改修。
- 2002年3月5日 - 体育館の正面玄関を改修。
- 2003年2月28日 - 校舎屋上雨漏り改修。
- 2005年12月5日 - 市町村合併により、いすみ市立となる。
- 2007年
  - 2月10日 - 校舎アスベスト除去工事開始
  - 8月20日 - 校舎・体育館アスベスト工事完了
- 2008年
  - 2月12日 - 校舎外壁塗装等改修工事開始
  - 3月28日 - 校舎外壁塗装等改修工事完了
  - 11月12日 - 県教育委員会研究社会科教育部研究協議会会場校
- 2010年
  - 1月15日 - 図書室補強工事完了
  - 3月19日 - 体育館外部改修工事完了
- 2011年3月25日 - グラウンド整備事業完了

## 学校概要
- 学校目標：確かな学力を身に付け　心豊かに　たくましく未来を切り拓く生徒の育成
- 生徒総数：男子180名、女子176名、合計356名(2021年4月現在)。2021年4月現在には、全校生徒356名。

## 出身有名人
- 春日錦 - 大相撲力士
- 齋藤圭祐 - プロ野球選手
- 蔭山弘道 - バレーボール選手